# Пэйт, Рэндольф
Рэндольф Маккол Пэйт (англ. Randolph McCall Pate; 11 февраля 1898 — 31 июля 1961) — 21-й комендант корпуса морской пехоты США с 1956 по 1959 гг. Ветеран Второй мировой войны, участвовал в боях за Гуадалканал и Иводзиму, после войны служил в Корее, до войны в Сан-Доминго и Китае.

## Биография
Родился в Порт-Ройял, штат Южная Каролина. После краткой службы низшим чином в рядах армии США в 1918 он поступил в военный институт штата Виргиния, окончил его июне 1921 со степенью бакалавра искусств. В сентябре вступил в ряды резерва корпуса морской пехоты в звании второго лейтенанта. В мае того же года перевёлся в регулярные части корпуса.
В 1923—1924 служил в Санто-Доминго, в 1927—1929 в Китае, кроме этого занимал различные посты в США и на Гавайях. В сентябре 1926 произведён в первые лейтенанты, в ноябре 1934 в капитаны, в октябре 1938 в майоры. Весной 1939 назначен на пост заместителя начальника штаба по снабжению первой дивизии морской пехоты на базе Нью-ривер (ныне Кэмп-Леджен), штат Северная Каролина, находясь в этой должности получил звание подполковника в январе 1942, в этой же должности и начал свою службу во второй мировой войне. Участвовал в планировании и боевых фазах кампании на Гуадалканале. В декабре 1943 повышен в звании до полковника, дальнейшую службу проходил на Тихоокеанском театре.
Во время второй мировой войны генерал морской пехоты Холланд М. Смит наградил Пэйта орденом «Легион почёта» за выдающуюся службу на посту заместителя начальника штаба генерального командования сил морской пехоты флота на Тихом океане. Пэйт служил на этой должности с 11 сентября 1944 по 1 ноября 1945. О службе полковника Пэйта особенно упоминается в ходе высадок десанта на Палау, Иводзиме и Окинаве.
В 1947 комендант корпуса генерал Александр А. Вандергрифт вручил Пэйту золотую звезду к ордену «Легион почёта» (означает повторное награждение). Пэйт удостоился награды за исключительно достойную службу на Гуадалканале на должности заместителя начальника штаба по снабжению первой дивизии морской пехоты в ходе первого американского наступления на японцев.
После войны Пэйт вернулся в США и в январе 1946 занял пост директора управления резервов в главном штабе корпуса морской пехоты. На следующий год он вошёл в состав военно-морского бюро (существовало в 1900—1951, выполняло функции главного штаба ВМС). В июле 1948 стал начальником штаба школ корпуса морской пехоты, Куантико, штат Виргиния, через два года после этого назначен директором образовательного центра корпуса морской пехоты. В сентябре 1949 во время службы на базе Куантико произведён в бригадные генералы.
В июле 1951 получил назначение в управление Объединённого комитета начальников штабов, где служил заместителем директора Объединённого штаба по планированию снабжения. В ноябре того же года второй раз занял пост директора управления резервов в главном штабе корпуса морской пехоты. В августе 1952 был произведён в генерал-майоры. На следующий месяц принял командование второй дивизией морской пехоты на базе Кэмп-Леджен. В июне 1953 получил приказ отправляться в Корею, где до мая 1954 командовал первой дивизией морской пехоты, за что получил медаль «За выдающиеся заслуги» армии США и южнокорейский орден «За военные заслуги» Таикук.
В июле 1954 Пэйт назначен заместителем коменданта корпуса и главой штаба, прослужил 11 месяцев на этой должности в звании генерала-лейтенанта. 1 января 1956 получил звание полного генерала и вступил на пост коменданта корпуса, сменив на посту генерала Лэмюэля Шепарда. Прослужив четыре года на этом посту, он ушёл в отставку в звании генерала. На церемонии отставки 31 декабря 1959 Пэйту была вручена медаль «За выдающиеся заслуги» флота за «исключительные заслуги на службе правительству США на очень ответственной службе» на посту коменданта корпуса морской пехоты с 1 января 1956 по 31 декабря 1959.
Пэйт скончался после непродолжительной болезни 31 июля 1961 в военно-морском госпитале Бетесда. Похороны состоялись 3 августа 1961 в форт-Майер, Арлингтон, штат Виргиния, тело Пэйта с полными военными почестями предано земле на Арлингтонском национальном кладбище.
Жена Пэйта — Мэри Элизабет Бантинг Пэйт (4 июля 1899 — 31 декабря 1975), на которой он женился 2 июля 1926, похоронена рядом с ним.

## Награды
|                                       |                                                                                      |                            |  |  |
| Золотая звезда повторного награждения |                                                                                      | Бронзовая звезда за службу |  |  |
|                                       | Бронзовая звезда за службу · Бронзовая звезда за службу                              |                            |  |  |
|                                       | Бронзовая звезда за службу · Бронзовая звезда за службу · Бронзовая звезда за службу |                            |  |  |
| Бронзовая звезда за службу            |                                                                                      |                            |  |  |

| 1-й ряд | Медаль «За выдающуюся службу»                                    | Медаль «За выдающуюся службу»                                    | Медаль «За выдающуюся службу»                                    | Медаль «За выдающуюся службу»                                                | Медаль «За выдающуюся службу»                                                | Медаль «За выдающиеся заслуги» армии США                                     | Медаль «За выдающиеся заслуги» армии США                  | Медаль «За выдающиеся заслуги» армии США                  | Медаль «За выдающиеся заслуги» армии США                  | Медаль «За выдающиеся заслуги» армии США  | Медаль «За выдающиеся заслуги» армии США  | Медаль «За выдающиеся заслуги» армии США  | Медаль «За выдающиеся заслуги» армии США |
| 2-й ряд | Орден «Легион почёта» с одной золотой звездой и литерой Combat V | Орден «Легион почёта» с одной золотой звездой и литерой Combat V | Орден «Легион почёта» с одной золотой звездой и литерой Combat V | Пурпурное сердце                                                             | Пурпурное сердце                                                             | Пурпурное сердце                                                             | Президентская благодарность подразделению с одной звездой | Президентская благодарность подразделению с одной звездой | Президентская благодарность подразделению с одной звездой | Благодарность части Военно-морского флота | Благодарность части Военно-морского флота | Благодарность части Военно-морского флота |                                          |
| 3-й ряд | Медаль Победы в Первой мировой войне                             | Медаль Победы в Первой мировой войне                             | Медаль Победы в Первой мировой войне                             | Экспедиционная медаль Корпуса морской пехоты США с двумя служебными звёздами | Экспедиционная медаль Корпуса морской пехоты США с двумя служебными звёздами | Экспедиционная медаль Корпуса морской пехоты США с двумя служебными звёздами | Медаль «За службу на Янцзы»                               | Медаль «За службу на Янцзы»                               | Медаль «За службу на Янцзы»                               | Медаль «За защиту Америки»                | Медаль «За защиту Америки»                | Медаль «За защиту Америки»                |                                          |
| 4-й ряд | Медаль «За Американскую кампанию»                                | Медаль «За Американскую кампанию»                                | Медаль «За Американскую кампанию»                                | Медаль «За Азиатско-тихоокеанскую кампанию» с тремя служебными звёздами      | Медаль «За Азиатско-тихоокеанскую кампанию» с тремя служебными звёздами      | Медаль «За Азиатско-тихоокеанскую кампанию» с тремя служебными звёздами      | Медаль Победы во Второй мировой войне                     | Медаль Победы во Второй мировой войне                     | Медаль Победы во Второй мировой войне                     | Медаль «За службу национальной обороне»   | Медаль «За службу национальной обороне»   | Медаль «За службу национальной обороне»   |                                          |
| 5-й ряд | Медаль «За службу в Корее» с одной служебной звездой             | Медаль «За службу в Корее» с одной служебной звездой             | Медаль «За службу в Корее» с одной служебной звездой             | Орден «За военные заслуги», Taeguk Cordon Medal, Южная Корея                 | Орден «За военные заслуги», Taeguk Cordon Medal, Южная Корея                 | Орден «За военные заслуги», Taeguk Cordon Medal, Южная Корея                 | Благодарность президента Корейской республики             | Благодарность президента Корейской республики             | Благодарность президента Корейской республики             | Медаль «За службу ООН в Корее»            | Медаль «За службу ООН в Корее»            | Медаль «За службу ООН в Корее»            |                                          |

## Часть наградной записи к медали «За выдающиеся заслуги»
«…Приняв первую дивизию морской пехоты он незамедлительно выдвинул её из резерва на позиции на линии фронта и отвечал за сектор гораздо больший, чем сектор дивизии в нормальных условиях. В ходе развёртывания войск ему удалось проявить высшую военную проницательность и благоразумие, в ходе последнего вражеского наступления он смог сдержать противника и сохранить целостность линии сил ООН.
После заключения соглашения о перемирии он предпринял интенсивную программу по сбору трофеев на старых боевых позициях, сохранив для командования тысячи долларов и затем лично наблюдал и руководил возведением новых боевых позиций снова на весьма расширенном фронте. Осознавая необходимость поддержания боевой готовности в ходе периода после заключения перемирия, он ввёл агрессивную, реалистичную и всестороннюю программу обучения направленную на обучение и ориентацию в боевых техниках как для войны на суше, так и для десантных механизированных операций. Вдобавок он участвовал и координировал беспрецедентную программу обмена пленными „большой переключатель“. Благодаря его предусмотрительности и организационной деятельности деликатный процесс программы репатриации, находящийся вне зоны ответственности дивизии прошёл без каких-либо неприятных инцидентов.»
Оригинальный текст (англ.)
Moving the 1st Marine Division from corps reserve to position on line shortly after he assumed control of the 1st Marine Division, he was responsible for a sector that was far greater in size than is normally the area of responsibility for a division. He employed the most astute military judgment and discretion in the deployment of his troops, and was able to contain the enemy and maintain the integrity of the United Nations line during the final enemy offensive.
Subsequent to the armistice agreement, he initiated an intensive salvage program of the old battle position, realizing a savings of thousands of dollars for the command, and then personally supervised and guided the construction of new main battle positions, again on a greatly extended front. Aware of the necessity for maintaining combat readiness throughout the post armistice period, he implemented an aggressive, realistic and comprehensive training program of dual purpose consisting of orientation and indoctrination in the battle techniques of both ground warfare and amphibious assault operations. In addition, he cooperated and coordinated with interest units during the unprecedented "Big Switch" prisoner of war exchange. This sensitive project fell within the Division area of responsibility, and through his foresight and organizational process, the repatriation program was completed without any untoward incidents.